# Der Tobi & das Bo
Der Tobi & das Bo waren ein deutschsprachiges Hip-Hop-Duo aus Elmshorn (Kreis Pinneberg), das sich aus Mirko Bogojević (Das Bo) und Tobias Schmidt (Tobi Tobsen) zusammensetzte.
Bis Mitte der 1990er Jahre waren Bogojević und Schmidt als Duo aktiv, bevor sie zusammen mit Marc Clausen (unter dem Künstlernamen Marcnesium firmierend) und Mario Cullmann (bekannt als DJ Coolmann) die Nachfolge-Combo Fünf Sterne deluxe gründeten.
Der Tobi & Das Bo hatten gelegentlich mit mangelnder Anerkennung seitens der realen Hip-Hop-Community zu kämpfen. Gerade von sogenannten ernsten MCs wie Torch (von Advanced Chemistry) wurden sie wiederholt kritisiert, zum Beispiel 1994 in diversen Folgen der damaligen VIVA-Hip-Hop-Spartensendung Freestyle. Ihr Sprachwitz sei zwar kurzweilig, aber (zu) unkritisch. 
Heute gehen beide Künstler auch Soloprojekten nach.
Auf dem Album Befehl von ganz unten (2012) der Band Deichkind sind Der Tobi & das Bo bei dem Lied Roll das Fass rein als Featuring dabei.
Am 27. Oktober 2015 trat das Duo erstmals wieder live auf.

## Diskografie
- Der Racka, Maxi-CD/10"-Vinyl, 1994
- Genie und Wahnsinn liegen dicht beieinander, CD/DoLP, 1995
- Genie und Wahnsinn… (Wir sind die Best Ofs), CD, 1996
- Is mir egal (Scheiss egal), Maxi-CD/12"-Vinyl, 1996
- Wir sind die Besten, Maxi-CD/10"-Picture Disc-Vinyl, 1996
- Wir sind die Besten, Maxi-CD, 1996

### Kollaborationen
- Nordisch by Nature als feat. auf Auf einem Auge blöd von Fettes Brot, 1995
- Wildwechsel als feat. auf Außen Top Hits, innen Geschmack von Fettes Brot, 1996
- Roll das Fass rein, als feat. auf Befehl von ganz unten von Deichkind, CD/LP/Download, 2012

### Musikvideos
- Der Racka (Oktober 1994) (Regie: BSW, das sind Sven Bollinger, Jan-Christoph Schultchen & Markus Wacker)
- Morgen geht die Bombe hoch (Regie: Marcus Sternberg & Nick Schofield)
- Wir sind die Besten (August 1995) (Regie: BSW)
- Is mir egal (Juni 1996) (Regie: BSW)

## Sonstiges
Das Video zu der Single Morgen geht die Bombe hoch (veröffentlicht auf den Genie und Wahnsinn...-Alben) ist durch die Verwendung von Marionetten im Stil der Augsburger Puppenkiste in Erinnerung geblieben. Die Puppen und die Ausstattung sind von Robert Rebele.